# Aittosaari (ö i Södra Österbotten, Kuusiokunnat, lat 62,67, long 23,65)
Aittosaari är en ö i Finland. Den ligger i sjön Ranta-Töysän järvi och i kommunen Alavo i den ekonomiska regionen  Kuusiokunnat  och landskapet Södra Österbotten, i den centrala delen av landet, 280 km norr om huvudstaden Helsingfors. Öns area är 1,1 hektar och dess största längd är 180 meter i nord-sydlig riktning.